# Тедді Схолтен
Доротея Маргарета ван Звітерен (нід. Teddy van Zwieteren), у шлюбі Схолтен (нід. Scholten; 11 травня 1926 — 8 квітня 2010) — нідерландська співачка, ведуча телебачення та радіо. Переможниця пісенного конкурсу Євробачення 1959 року з композицією «Een Beetje». 
Співочу кар'єру почала в 1940-ті роки в складі дуету «Scholten & Van 't Zelfde». 
З 1945 року працювала з Генком Схолтеном, з котрим через рік одружилася. З ним записала кілька альбомів, багато з них містили пісні для дітей.  
У 1950 була запрошена компанією «Coca-Cola» виступити на шоу в США. Стала однією з перших нідерландських популярних музичних співачок, що виступали в США.
У 1959 році перемогла на конкурсі Євробачення, набравши 21 бал і випередивши виконавців з Великої Британії і Франції. Після конкурсу записала варіанти своєї пісні німецькою, французькою, шведською, італійською мовами, які отримали 4 місце в нідерландському і 11 місце в італійському чартах.
У 1950—60-х роках Тедді Схолтен виступала в популярних телевізійних шоу в Нідерландах. А у 1966 році вона представляла Національний фестиваль пісні.
Померла 8 квітня 2010 року у 83-річному віці.